# Rhinobatos sainsburyi
Rhinobatos sainsburyi é uma espécie de peixe da família Rhinobatidae.
É endémica da Austrália e o seu habitat natural é o mar aberto.